# Omiodes albicilialis
Omiodes albicilialis là một loài bướm đêm trong họ Crambidae.